# Thomas Jonathan Burrill
Thomas Jonathan Burrill (né le 25 avril 1839, mort le 14 avril 1916) est un botaniste américain qui fut le premier à découvrir la cause bactérienne de maladies des plantes.
On lui doit l'identification de la bactérie Erwinia amylovora (qu'il appela Micrococcus amylovorus) comme agent pathogène responsable du feu bactérien du poirier.
Né à Pittsfield (Massachusetts), il fut diplômé de l'université d'État de l'Illinois en 1865.
En 1868, il fut élu professeur de botanique et d'horticulture à l'université de l'Illinois à Urbana-Champaign et y fit toute sa carrière, qu'il termina comme vice-président en 1882.